# Фонтана Коперта (Фрозиноне)
Фонтана Коперта је насеље у Италији у округу Фрозиноне, региону Лацио.
Према процени из 2011. у насељу је живело 17 становника. Насеље се налази на надморској висини од 170 м.